# Mathew Nellikunnel
Mathew Nellikunnel CST (ur. 13 listopada 1970 w Mariapuram) – indyjski duchowny syromalabarski, biskup Gorakhpur od 2023.

## Życiorys
Święcenia kapłańskie przyjął 30 grudnia 1998 w Zgromadzeniu Świętej Teresy od Dzieciątka Jezus. Był m.in. wychowawcą w niższym seminarium, wykładowcą w zakonnym wyższym seminarium oraz prowincjałem. W 2018 został rektorem seminarium.
Został wybrany ordynariuszem eparchii Gorakhpur. 26 sierpnia 2023 papież Franciszek zatwierdził ten wybór. Sakry udzielił mu 5 listopada 2023 kardynał George Alencherry.